# Епархия Пембы
Епархия Пембы (лат. Dioecesis Pembana) — епархия Римско-Католической церкви c центром в городе Пемба, Мозамбик. Юрисдикция епархии Пембы распространяется на провинцию Кабу-Делгаду на севере Мозамбика. Епархия Пембы входит в митрополию Нампулы. Кафедральным собором епархии Пембы является церковь Святого Павла.

## История
5 апреля 1957 года Римский папа Пий XII издал буллу Quandoquidem, которой учредил епархию Порту-Амелии, выделив её из епархии Нампулы (сегодня — Архиепархия Нампулы). Первоначально епархия Порту-Амелии являлась суффраганной по отношению к архиепархии Лоренсу-Маркиша (сегодня — Архиепархия Мапуту).
17 сентября 1976 года епархия Порту-Амелии получила своё нынешнее название.
4 июня 1984 года епархия Пембы вошла в состав церковной провинции Нампулы.

## Ординарии епархии
- епископ José dos Santos Garcia S.M.P.[2] (5.04.1957 — 15.01.1975);
- епископ Januário Machaze Nhangumbe (15.01.1975 — 8.11.1993);
- епископ Tomé Makhweliha S.C.I. (24.10.1997 — 16.11.2000), назначен архиепископом Нампулы;
- епископ Франсишку Шимойо O.F.M.Cap. (5.12.2000 — 22.02.2003), назначен архиепископом Мапуту;
- епископ Ernesto Maguengue (24.06.2004 — 27.10.2012);
- епископ Luiz Fernando Lisboa C.P. (12 июня 2013[3] — 11.02.2021 — назначен, с персональным титулом, архиепископом Кашуэйру-ди-Итапемирина);
- епископ António Juliasse Ferreira Sandramo (8.03.2022 — по настоящее время).